# Шанкария, Кампатимар
Кампатимар Шанкария (1952, Джайпур — 16 мая 1979, Джайпур) — индийский серийный убийца, убивший за год не менее 70 человек.

## Биография
Родился в Джайпуре, штат Раджастан, в 1952 году. Арестован в возрасте 26 лет. Признался, что в период 1977–1978 годах (по другим данным, 1973—1974) убил не менее 70 человек. Убивал своих жертв, ударяя их молотком по шее ниже ушей, за что и получил прозвище Канпатимар (досл.: «тот, кто бьет под ухо»).
Осуждён в начале 1979 года (по другим данным — 1975 г.) и повешен в Джайпуре 16 мая 1979 года. В ожидании исполнения приговора он раскаялся, и его последними словами перед повешением были: «Я убивал напрасно. Никто не должен стать таким, как я».